# Hatakeyama Takamasa
Hatakeyama Takamasa est un nom japonais traditionnel ; le nom de famille (ou le nom d'école), Hatakeyama, précède donc le prénom (ou le nom d'artiste).
Hatakeyama Takamasa (畠山 高政, 1527-5 novembre 1576) est un daimyo du clan Hatakeyama de la province de Kawachi au cours de la période Sengoku de l'histoire du Japon.

## Source de la traduction
- (en) Cet article est partiellement ou en totalité issu de l’article de Wikipédia en anglais intitulé « Hatakeyama Takamasa » (voir la liste des auteurs).